# Іша Лахані
Іша Лахані (нар. 29 квітня 1985) — колишня індійська тенісистка.
Найвищу одиночну позицію світового рейтингу — 291 місце досягла 19 травня 2008, парну — 371 місце — 1 грудня 2008 року.
Здобула 4 одиночні та 7 парних титулів.

## Фінали ITF

### Одиночний розряд: 12 (4–8)
| Легенда         |
| --------------- |
| Турніри $25,000 |
| Турніри $10,000 |

| Фінали за покриттям |
| ------------------- |
| Тверде (3–8)        |
| Ґрунт (1–0)         |

| Результат | Ранг | Дата              | Турнір                         | Покриття | Суперниця            | Рахунок          |
| --------- | ---- | ----------------- | ------------------------------ | -------- | -------------------- | ---------------- |
| Поразка   | 1.   | 26 травня 2003    | ITF Нью-Делі, Індія            | Тверде   | Анкіта Бгамбрі       | 3–6, 3–6         |
| Перемога  | 2.   | 14 серпня 2003    | ITF Nakhon Ratchasima, Таїланд | Тверде   | Kim Jin-hee          | 6–4, 2–6, 6–3    |
| Поразка   | 3.   | 9 листопада 2003  | ITF Мумбаї, Індія              | Тверде   | Акгуль Аманмурадова  | 2–6, 3–6         |
| Поразка   | 4.   | 19 січня 2004     | ITF Нью-Делі, Індія            | Тверде   | Монтіні Тангпхонг    | 6–2, 2–6, 3–6    |
| Перемога  | 5.   | 21 травня 2005    | ITF Індаур, Індія              | Тверде   | Санаа Бгамбрі        | 6–1, 6–7(3), 6–4 |
| Перемога  | 6.   | 29 жовтня 2005    | ITF Мумбаї, Індія              | Тверде   | Пунам Редді          | 6–4, 4–6, 6–2    |
| Поразка   | 7.   | 6 листопада 2005  | ITF Пуне, Індія                | Тверде   | Наомі Кедевей        | 4–6, 1–6         |
| Поразка   | 8.   | 12 червня 2006    | ITF Нью-Делі, Індія            | Тверде   | Анкіта Бгамбрі       | 3–6, 2–6         |
| Поразка   | 9.   | 13 липня 2007     | ITF Khon Kaen, Таїланд         | Тверде   | Влада Єкшибарова     | 6–2, 2–6, 3–6    |
| Поразка   | 10.  | 17 листопада 2007 | ITF Пуне, Індія                | Тверде   | Санді Гумуля         | 3–6, 5–7         |
| Поразка   | 11.  | 4 травня 2008     | ITF Балікпапан, Індонезія      | Тверде   | Ноппаван Летчівакарн | 3–6, 2–6         |
| Перемога  | 12.  | 10 травня 2008    | ITF Тривандрам, Індія          | Ґрунт    | Мікі Міямура         | 6–7(2), 6–2, 6–4 |

### Парний розряд: 13 (7–6)
| Легенда         |
| --------------- |
| Турніри $25,000 |
| Турніри $10,000 |

| Фінали за покриттям |
| ------------------- |
| Тверде (7–6)        |
| Ґрунт (0–0)         |

| Результат | Ранг | Дата              | Турнір                | Покриття | Партнерка           | Суперниці                                | Рахунок             |
| --------- | ---- | ----------------- | --------------------- | -------- | ------------------- | ---------------------------------------- | ------------------- |
| Поразка   | 1.   | 14 травня 2000    | ITF Індаур, Індія     | Тверде   | Мегга Вакарія       | Арчана Венкатараман Арті Венкатараман    | 3–6, 6–1, 2–6       |
| Перемога  | 1.   | 21 травня 2000    | ITF Нью-Делі, Індія   | Тверде   | Мегга Вакарія       | Шітхаль Ґутхам Liza Pereira Viplav       | 7–5, 6–2            |
| Поразка   | 2.   | 26 травня 2003    | ITF Нью-Делі, Індія   | Тверде   | Liza Pereira Viplav | Шітхаль Ґутхам Шруті Дгаван              | 5–7, 2–6            |
| Перемога  | 2.   | 17 січня 2004     | ITF Гайдарабад, Індія | Тверде   | Мегга Вакарія       | Рушмі Чакравартхі Сай Джаялакшмі Джаярам | 7–5, 5–7, 6–3       |
| Поразка   | 3.   | 21 травня 2005    | ITF Індаур, Індія     | Тверде   | Мегга Вакарія       | Анкіта Бгамбрі Санаа Бгамбрі             | 7–5, 3–6, 2–6       |
| Поразка   | 4.   | 12 червня 2006    | ITF Нью-Делі, Індія   | Тверде   | Пічіттра Тхонґдач   | Рушмі Чакравартхі Мегга Вакарія          | 3–6, 4–6            |
| Перемога  | 3.   | 10 листопада 2006 | ITF Пуне, Індія       | Тверде   | Ксенія Палкіна      | Madura Ranganathan Нунгнадда Ваннасук    | 6–3, 4–6, 6–4       |
| Перемога  | 4.   | 25 травня 2007    | ITF Мумбаї, Індія     | Тверде   | Марінн Жіро         | Анкіта Бгамбрі Санаа Бгамбрі             | 6–4, 6–1            |
| Перемога  | 5.   | 13 червня 2008    | ITF Ґурґаон, Індія    | Тверде   | Еліна Гасанова      | Анкіта Бгамбрі Санаа Бгамбрі             | 6–3, 6–4            |
| Поразка   | 5.   | 24 жовтня 2008    | ITF Лагос, Нігерія    | Тверде   | Рушмі Чакравартхі   | Олена Чалова Валерія Савіних             | 7–6(6), 3–6, [7–10] |
| Перемога  | 6.   | 22 травня 2009    | ITF Мумбаї, Індія     | Тверде   | Рушмі Чакравартхі   | Renee Binnie He Chunyan                  | 2–6, 6–3, [10–7]    |
| Перемога  | 7.   | 11 вересня 2009   | ITF Бенгалуру, Індія  | Тверде   | Пуджашрі Венкатеша  | Каватоко Мое Kumari-Sweta Solanki        | 6–4, 6–3            |
| Поразка   | 6.   | 9 грудня 2011     | ITF Солапур, Індія    | Тверде   | Sri Peddi Reddy     | Лу Цзяцзін Лу Цзясян                     | 0–6, 5–7            |